# Skank (gruppo musicale)
Skank è un gruppo pop / reggae / ska brasiliano fondato nel 1991 a Belo Horizonte, Minas Gerais.

## Storia
Tra i gruppi più famosi e amati in Brasile, fino al 2004 il numero totale dei loro album venduti ammontava a circa 5 milioni di copie. La loro canzone più famosa è Garota nacional, del 1997, che ha ottenuto buoni riscontri anche in Italia.

## Componenti
- Samuel Rosa, voce, compositore e chitarrista
- Lelo Zanetti, bassista, voce
- Henrique Portugal, tastierista, voce
- Haroldo Ferreti, batterista

## Discografia
- Skank (1993, 250 000 copie vendute)
- Calango (1994, 1 250 000 copie vendute)
- O Samba Poconé (1997, 1 800 000 copie vendute)
- Siderado (1998, 750 000 copie vendute)
- Maquinarama (2000, 275 000 copie vendute)
- MTV Ao Vivo em Ouro Preto (2001, 600 000 copie vendute)
- Cosmotron (2003, 400 000 copie vendute)
- Radiola (2004, 240 000 copie vendute)
- Carrossel (2006, 200 000 copie vendute)
- Estandarte (2008)